# Легат Миодрага Марковића
Легат Миодрага Марковића чини спомен збирка Миодрага Марковића, дугогодишњег југословенског дипломате, рођеног Пожаревљанина, чију окосницу чине слике познатих југословенских уметника међуратног периода. Збирка је основана почетком 1970-тих након што је породица Миодрага Марковића из Београда 1969. године поклонила граду Пожаревцу легат. 

## Положај и размештај
Легат се налази у простору адаптиране зграде некадашње Музичке школе која се налазила у истом дворишту где и зграда Народног музеја што је допринело целини музејског комплекса. 

## О легату
Уговором између породице и града поклоњено је 44 уљаних слика и цртежа. Kолекцију чине слике Милана Kоњовића, Марка Челебоновића, Мила Милуновића, Јована Бјелића, Зоре Петровић, Пеђе Милосављевића, Недељка Гвозденовића, Ивана Табаковића, Ивана Радовића, Васе Поморишца, Љубице Сокић, Михајла Петрова и других. 
У састав збирке ушле су и личне ствари Миодрага Марковића, предмети које је користио, бронзана биста Миодрага Марковића и одликовања. Збирка је за јавност отворена 11. октобра 1982. године.

## О Миодрагу Марковићу
Миодраг Н. Марковић рођен је 4. децембра 1897. године у Пожаревцу. Школовао се у Француској и Енглеској где је развио љубав према сликарству. Децембра 1923. године постављен је за приправника Министарства иностраних послова Kраљевине Југославије, а 1939. за саветника амбасаде у Берлину. После Другог светског рата радио је у Министарству спољних послова, а једно време радио је и као генерални конзул у Њујорку. Велики део свог живота је провео дружећи се са познатим југословенским сликарима тог доба, стварајући паралелно уметничку збирку коју је крајем живота поклонио граду Пожаревцу.  Преминуо је 1969. године у Опатији, а сахрањен у Београду на Новом гробљу.